# Մ
Men (mayúscula: Մ; minúscula: մ; en armenio: մեն) es la vigésima letra del alfabeto armenio. Representa la nasal bilabial sonora /m/ en ambos variedades del idioma armenio. Se suele ser romanizado con la letra M. Creada por Mesrop Mashtots en el siglo V d. C., tiene un valor numérico de 200.

## Galería

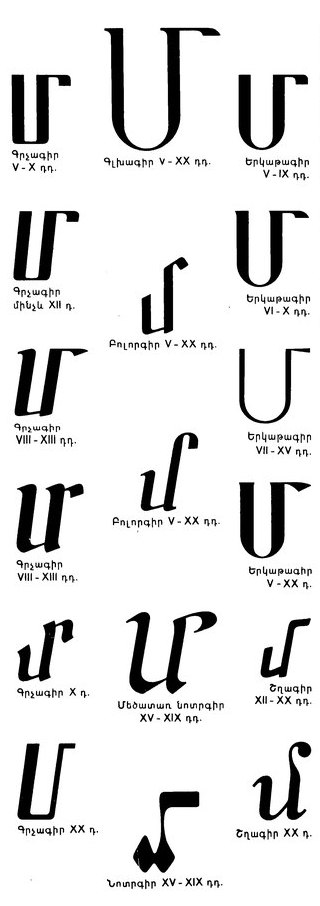
Varias fuentes históricas

Erkat'agir
Grchagir
Bolorgir
Notrgir
Shghagir
Forma tipográfica
Forma manuscrita

## Codificación
| Carácter      | Մ                           | Մ                           | մ                         | մ                         |
| ------------- | --------------------------- | --------------------------- | ------------------------- | ------------------------- |
| Unicode       | ARMENIAN CAPITAL LETTER MEN | ARMENIAN CAPITAL LETTER MEN | ARMENIAN SMALL LETTER MEN | ARMENIAN SMALL LETTER MEN |
| Codificación  | decimal                     | hex                         | decimal                   | hex                       |
| Unicode       | 1348                        | U+0544                      | 1396                      | U+0574                    |
| UTF-8         | 213 132                     | D5 84                       | 213 180                   | D5 B4                     |
| Ref. numérica | &#1348;                     | &#x544;                     | &#1396;                   | &#x574;                   |